# ハミューレ
ハミューレ株式会社は、北海道札幌市東区に本社を置く企業。仕事服、軍手、安全靴等の専門店「プロノ」などを、展開している。

## 概要
プロノのロゴは「Proの」と表記される。これは「"プロの"ための～」が由来。

### ハミューレ
機能性、コストパフォーマンス、デザイン性に優れたアパレル商品を提供する新業態店舗、機能性アパレルショップ「ハミュ―レ」を展開していた。
2023年7月12日には機能性セレクトショップへコンセプトを変更したが、2024年に撤退した。

## 沿革
出典:
- 1975年（昭和50年）10月 - 創業者の武居篤が札幌市にハミューレシューズ（靴店）をオープン
- 1980年（昭和55年）8月 - ハミューレシューズ株式会社設立
- 1982年（昭和57年）7月 - ワークショップ光成1号店オープン
- 1986年（昭和61年）6月 - FC事業開始
- 1988年（昭和63年）7月 - ワークショップ光成大型店 店名を「わ～くわく倶楽部」としてオープン
- 1992年（平成4年）7月 - 商号をハミューレ株式会社に変更　本社開設
- 1993年（平成5年）3月 - ワークショップ光成10店舗に
- 2005年（平成17年）3月 - プロノ1号店オープン
- 2007年（平成19年）
  - 5月 - 通販事業開始
  - 8月 - 卸売事業開始
- 2008年（平成20年）3月 - 全店プロノへリニューアル完了
- 2010年（平成22年）2月 - 札幌物流センター開設
- 2011年（平成23年）
  - 8月 - 本社を現在の地に移転
  - 9月 - プロノ札幌本店オープン
- 2012年（平成24年）
  - 2月 - 札幌物流センターを北海道物流センターとして移転増床
  - 11月 - 宮城県に初出店（本州初）
- 2013年（平成25年）
  - 3月 - 東北物流センター開設、岩手県初出店
  - 10月 - 山形県初出店
- 2014年（平成26年）3月 - 栃木県初出店
- 2019年（平成31年）5月 - 秋田県初出店
- 2020年（令和2年）10月 - 機能性セレクトショップ「ハミューレ」をオープン
- 2021年（令和3年）10月 - プロノセレクトをオープン
- 2022年（令和4年）3月 - 茨城県初出店
- 2023年（令和5年）11月 - 青森県初出店

## 店舗

### 店舗一覧
出典:

#### 北海道
- 札幌本店 - 札幌市東区北34条東14丁目1-1
- 屯田店 - 札幌市北区屯田6条3丁目4-8
- 東苗穂店 - 札幌市東区本町2条10丁目3-58
- 南郷店 - 札幌市白石区南郷通4丁目北2-5
- 平岡店 - 札幌市清田区北野5条5丁目15-25
- 藻岩店 - 札幌市南区南39条西11丁目1-27
- 発寒店 - 札幌市西区発寒12条2丁目8-40
- 手稲店 - 札幌市手稲区前田6条12丁目1-15
- 滝川店 - 滝川市明神町2丁目1-24
- 岩見沢店 - 岩見沢市日の出町24-1
- 江別店 - 江別市野幌住吉町37番2-2
- 恵庭店 - 恵庭市黄金南7丁目18-2
- 小樽店 - 小樽市信香町3-2
- 岩内店 - 岩内郡岩内町栄180番地
- 静内店 - 日高郡新ひだか町静内木場町2丁目1-29
- 苫小牧東店 - 苫小牧市柳町2丁目3-1
2025年3月14日、同じ建物内のなんでもリサイクルビッグバン工具館がプロノ店内に移転し、3月20日リニューアルオープン[6][7][8][9]。
- 苫小牧大成店 - 苫小牧市新富町1丁目8-25
2021年4月9日、苫小牧店より移転し、ツルハドラック大成店跡に開店[広報 3][10]。
- 室蘭店 - 室蘭市中島町3丁目17-2
- 伊達店 - 伊達市末永町8番地36
- 八雲店 - 二海郡八雲町東雲町17-40
- 北斗七重浜店 - 北斗市七重浜7丁目13-3
- 函館美原店 - 函館市美原3丁目52－1
- 函館漁火通店 - 函館市広野町3-6
- 稚内店 - 稚内市朝日2丁目1-15
- 名寄店 - 名寄市字徳田88-3
- 旭川末広店 - 旭川市末広1条8丁目1-28
- 旭川川端店 - 旭川市川端町7条10丁目2213番地20
- 旭川東光店 - 旭川市東光16条5丁目3-22
- プロノセレクト イオンモール旭川駅前店 - 旭川市宮下通7丁目2-5 イオンモール旭川駅前3F
- 富良野店 - 富良野市若葉町7番11号
- 遠軽店 - 紋別郡遠軽町大通北4丁目2番地8
- 北見店 - 北見市大町26番地
- 中標津店 - 標津郡中標津町桜ヶ丘3丁目4-11
- 釧路東店 - 釧路郡釧路町睦1丁目1-4
- 釧路西店 - 釧路市星が浦大通2丁目5-10-1
- 音更店 - 河東郡音更町木野大通東16丁目1
- 帯広東店 - 帯広市東4条南16丁目4-1
- 帯広西店 - 帯広市西22条南2丁目9-1

#### 東北
- 八戸石堂店 - 青森県八戸市石堂2丁目21-12
- 盛岡みたけ店 - 岩手県盛岡市みたけ2丁目9-70
- 盛岡南店 - 岩手県盛岡市向中野7丁目14番60号
- 北上店 - 岩手県北上市鬼柳町都鳥190-2
- 一関店 - 岩手県一関市赤荻字堺10-1
- 大崎古川店 - 宮城県大崎市古川駅東2丁目7-24
- 多賀城店 - 宮城県多賀城市町前2丁目6-2
- 仙台六丁の目店 - 宮城県仙台市若林区六丁の目南町8-38
- 大河原店 - 宮城県柴田郡大河原町字広表40-7
- 秋田外旭川店 - 秋田県秋田市外旭川字大谷地29-1
- 横手店 - 秋田県横手市八幡字石町92-8
- 鶴岡店 - 山形県鶴岡市北茅原町15-1
- 東根店 - 山形県東根市さくらんぼ駅前2丁目15番15号
- 山形西店 - 山形県山形市清住町2丁目2番10号

#### 関東
- 宇都宮ゆいの杜店 - 栃木県宇都宮市ゆいの杜4丁目14番7号
- 宇都宮西川田店 - 栃木県宇都宮市西川田本町1丁目6番15号

### かつて存在した店舗
プロノ
- 清田店 - 北海道札幌市清田区清田410-2 アクロスプラザ清田
2019年9月8日閉店[11]。
- 苫小牧店 - 北海道苫小牧市幸町1丁目1-6[12]
2021年3月14日、苫小牧大成店へ移転のため閉店[広報 3]。

ハミューレ
- アリオ札幌店 - 北海道札幌市東区北7条東9丁目2-20 アリオ札幌2F[2]
2021年4月28日開店[広報 4]。2024年１月14日閉店[広報 5]。
- 羊ヶ丘通店 - 北海道札幌市清田区清田410-2 アクロスプラザ清田
2020年10月23日開店[広報 1]。2024年8月20日閉店[広報 6]。

#### 広報資料・プレスリリースなど一次資料
1. 1 2  “新業態店舗「ハミューレ」出店のお知らせ | 機能性セレクトショップ「ハミューレ」 | ハミューレ株式会社”. www.hamure.co.jp. 2025年7月28日閲覧。
2. ↑  “機能性アパレルショップ「ハミューレ」のショップコンセプト変更のお知らせ | 機能性セレクトショップ「ハミューレ」 | ハミューレ株式会社”. www.hamure.co.jp. 2024年4月24日時点のオリジナルよりアーカイブ。2025年7月28日閲覧。
3. 1 2  “プロノ苫小牧店 移転リニューアル及び移転に伴う休業のお知らせ｜お知らせ一覧｜仕事用品店「プロノ」｜ハミューレ株式会社”. www.hamure.co.jp. 2021年1月20日時点のオリジナルよりアーカイブ。2025年7月28日閲覧。
4. ↑  “【4/28（水）ハミューレ アリオ札幌店オープン】｜ニュースリリース｜ハミューレ株式会社”. www.hamure.co.jp. 2021年4月28日時点のオリジナルよりアーカイブ。2025年7月28日閲覧。
5. ↑  “ハミューレ アリオ札幌店　閉店のお知らせ  | 仕事用品店「プロノ」 | ハミューレ株式会社”. www.hamure.co.jp. 2025年7月28日閲覧。
6. ↑  “ハミューレ羊ヶ丘通店　閉店のお知らせ | 機能性セレクトショップ「ハミューレ」 | ハミューレ株式会社”. www.hamure.co.jp. 2025年7月28日閲覧。